# Ophion subarcticus
Ophion subarcticus là một loài tò vò trong họ Ichneumonidae.